# Obléhání Drégely
Obléhání Drégely bylo vojenské střetnutí mezi uhersko-habsburskou posádkou a osmanskými vojsky, během něhož Osmané oblehli malý hrad Drégely. Obrancem hradu byl György Szondy s hrstkou mužů. Osmané po několika dnech obléhání hrad dobyli a obránce hradu zabili.

## Pozadí
Po dobytí Veszprému si Ali Hadim Paša stanovil jako první cíl dalšího dobývání hrad Drégely, který byl v té době malou pevností. Hrad byl postaven k ochraně proti vnitřním nepokojům a náhlým útokům plenících rytířů nebo obyčejných banditů. Měl nanejvýš 150 mužů pod vedením kapitána Györgye Szondyho. V době obléhání byl ve špatném stavu, s chatrnými zdmi, bez děl či střelného prachu. Szondy měl při obraně po svém boku poručíka Jánose Zoltaye. Szondy se místo kapitulace rozhodl hrad bránit i když věděl, že žádné posily nedorazí.

## Obléhání
Ali Paša dorazil k Drégely 5. července 1552 s vojskem o síle 8 000–10 000 mužů. Začal hloubit zákopy a připravovat děla, mezi nimiž byly 4 těžká děla na ničení hradeb a 6 polních děl. Následujícího dne Osmané bombardovali hradní věž, která chránila bránu, přitom zabili a posléze pohřbili Jánose Zoltaye. Když pevnost přestal sloužit svému účelu a nastal čas k útoku, vyslal Ali Pasha kněze, který vyzval Szondyho, aby se vzdal, což Szondy odmítl. Ali následně vyslal k Szondymu dva mladé sluhy, kteří v případě jeho smrti, ho čestně pohřbí. I tato nabídka byla odmítnuta. Szondy krátce před útokem spálil všechen svůj majetek, aby se nedostal do rukou Osmanů. 9. července zahájili Osmané rychlý útok, který se nedalo zastavit. Následovala krátká, ale krutá bitva. I když byl Szondy zraněn, pokračoval v boji, dokud v boji nepadl. Většina obránců hradu padla, kromě 10 maďarských Hajduků, kteří byli vzati do zajetí.
Osmané z úcty k padlému György Szondymu jeho tělo pohřbili s plnými vojenskými poctami a na jeho hrobě vztyčili jeho kopí s vlajkou.

## Následky
Díky tomuto vítězství Osmané dokázali obsadit nedaleké pevnosti, které se jim vzdaly bez boje.